# György Kulin
| Odkryte planetoidy: 21 | Odkryte planetoidy: 21 |
| ---------------------- | ---------------------- |
| (1436) Salonta         | 11 grudnia 1936        |
| (1441) Bolyai          | 26 listopada 1937      |
| (1442) Corvina         | 29 grudnia 1937        |
| (1444) Pannonia        | 6 stycznia 1938        |
| (1445) Konkolya        | 6 stycznia 1938        |
| (1452) Hunnia          | 26 lutego 1938         |
| (1489) Attila          | 12 kwietnia 1939       |
| (1513) Mátra           | 10 marca 1940          |
| (1538) Detre           | 8 września 1940        |
| (1546) Izsák           | 28 września 1941       |
| (1710) Gothard         | 20 października 1941   |
| (2043) Ortutay         | 12 listopada 1936      |
| (2058) Róka            | 22 stycznia 1938       |
| (2242) Balaton         | 13 października 1936   |
| (2712) Keaton          | 29 grudnia 1937        |
| (2738) Viracocha       | 12 marca 1940          |
| (3019) Kulin           | 7 stycznia 1940        |
| (3380) Awaji           | 15 marca 1940          |
| (3427) Szentmártoni    | 6 stycznia 1938        |
| (7317) Cabot           | 12 marca 1940          |
| (10258) Sárneczky      | 6 stycznia 1940        |

György Kulin (ur. 28 stycznia 1905 w Nagyszalonta, zm. 22 kwietnia 1989 w Budapeszcie) – węgierski astronom, popularyzator astronomii i pisarz science fiction.
W latach 1936–1941 odkrył 21 planetoid, jedna z nich ((3019) Kulin) została nazwana jego imieniem. Był także współodkrywcą komety jednopojawieniowej C/1942 C1 (Whipple-Bernasconi-Kulin).